# 傑森·弗萊明
傑森·弗萊明（Jason Iain Flemyng，1966年9月25日—）是英國的一位演員。他出演過眾多英國電影，如《兩根槍管》。弗萊明出生在倫敦帕特尼。